# Torneo Apertura 2005 (México)
El Torneo Apertura 2005 fue la edición LXXIV del campeonato de liga de la Primera División del fútbol mexicano; Se trató del 19.º torneo corto, luego del cambio en el formato de competencia, con el que se abrió la temporada 2005-06. En esta temporada ascendió San Luis a la Primera División, ocupando el lugar del descendido Puebla. Toluca ganó el campeonato 6:3 al Monterrey y se clasificó para la Copa de Campeones de la Concacaf 2006.

## Sistema de competición

### Formato de competencia
Los 18 equipos participantes se dividen en 3 grupos de 6 equipos, juegan todos contra todos a una sola ronda, por lo que cada equipo jugó 17 partidos; al finalizar la temporada regular de 17 partidos califican a la liguilla los 2 primeros lugares de cada grupo y los 2 mejores ubicados en la tabla general.

### Fase de calificación
En la fase de calificación se observará el sistema de puntos. La ubicación en la tabla general está sujeta a lo siguiente:
- Por juego ganado se obtendrán tres puntos.
- Por juego empatado se obtendrá un punto.
- Por juego perdido no se otorgan puntos.

En esta fase participaron los 18 clubes de la Primera División jugando en cada torneo todos contra todos durante las 17 jornadas respectivas, a un solo partido.
El orden de los clubes al final de la Fase de Calificación del Torneo corresponderá a la suma de los puntos obtenidos por cada uno de ellos y se presentará en forma descendente. Si al finalizar las 17 jornadas del Torneo, dos o más clubes estuviesen empatados en puntos, su posición en la Tabla General será determinada atendiendo a los siguientes criterios de desempate:
1. Mejor diferencia entre los goles anotados y recibidos.
2. Mayor número de goles anotados.
3. Marcadores particulares entre los Clubes empatados.
4. Mayor número de goles anotados como visitante.
5. Mejor ubicado en la Tabla General de Cociente
6. Tabla Fair Play
7. Sorteo.

Para determinar los lugares que ocuparán los clubes que participen en la fase final del torneo se tomará como base la posición en los 3 grupos en que son divididos los clubes participantes.
Participan automáticamente por el título de Campeón de la Primera División los 2 primeros clubes de cada grupo y los dos mejores posicionados en la Tabla General de Clasificación al término de las 17 jornadas.

### Fase final
Los ocho clubes calificados para esta fase del torneo serán reubicados de acuerdo con el lugar que ocupen en la Tabla General al término de la jornada 17, con el puesto del número uno al club mejor clasificado, y así hasta el 8.º lugar. Los partidos a esta Fase se desarrollarán a visita recíproca, en las siguientes etapas:
- Cuartos de final
- Semifinales
- Final

Los clubes vencedores en los partidos de cuartos de final y semifinal serán aquellos que en los dos juegos anoten el mayor número de goles. De existir empate global en el número de goles anotados, la posición se definirá a favor del club con mejor posición en la tabla.
Los partidos correspondientes a la Fase Final se jugarán obligatoriamente los días miércoles y sábado, y jueves y domingo eligiendo, en su caso, exclusivamente en forma descendente, los cuatro Clubes mejor clasificados en la Tabla General al término de la jornada 17, el día y horario de su partido como local. Los siguientes cuatro Clubes podrán elegir únicamente el horario.
El Club vencedor de la Final y por lo tanto Campeón, será aquel que en los dos partidos anote el mayor número de goles. Si al término del tiempo reglamentario el partido está empatado, se agregarán dos tiempos extras de 15 minutos cada uno. De persistir el empate en estos periodos, se procederá a lanzar tiros penales hasta que resulte un vencedor.
Los partidos de cuartos de final se jugarán de la siguiente manera:
En las semifinales participarán los cuatro clubes vencedores de cuartos de final, reubicándolos del uno al cuatro, de acuerdo a su mejor posición en la Tabla General de Clasificación al término de la jornada 17 del torneo correspondiente, enfrentándose:
Disputarán el título de Campeón los dos clubes vencedores de la fase semifinal correspondiente, reubicándolos del uno al dos, de acuerdo a su mejor posición en la Tabla General de Clasificación al término de la jornada 17 de cada torneo.

## Equipos participantes

### Ascenso y descenso
| Pos | Descendido de Primera División 2004-05 |
| --- | -------------------------------------- |
| 15º | Puebla                                 |

| Pos | Ascendido de la Primera División 'A' |
| --- | ------------------------------------ |
| 3º  | San Luis                             |

Para la temporada 2005-06 se contó con 18 equipos, la entidad federativa de la República Mexicana con más equipos profesionales en la Primera División fue el Distrito Federal con cuatro equipos.
| Santos Pachuca Monterrey Tigres Morelia Atlas Guadalajara Estudiantes Dorados Necaxa San Luis Toluca Atlante América Cruz Azul UNAM Veracruz Jaguares |

| Entidad Federativa | N.º | Equipos                              |
| ------------------ | --- | ------------------------------------ |
| Distrito Federal   | 4   | América, Cruz Azul, Atlante y UNAM   |
| Jalisco            | 3   | Atlas, Guadalajara y Tecos de la UAG |
| Nuevo León         | 2   | Tigres y Monterrey                   |
| Chiapas            | 1   | Chiapas                              |
| Aguascalientes     | 1   | Necaxa                               |
| Coahuila           | 1   | Santos                               |
| Estado de México   | 1   | Toluca                               |
| Hidalgo            | 1   | Pachuca                              |
| Michoacán          | 1   | Morelia                              |
| San Luis Potosí    | 1   | San Luis                             |
| Sinaloa            | 1   | Dorados                              |
| Veracruz           | 1   | Veracruz                             |

## Información de los equipos

### Entrenadores
| Equipo      | Entrenador          | Estadio                 | Ciudad                         | Patrocinador      | Kit      |
| ----------- | ------------------- | ----------------------- | ------------------------------ | ----------------- | -------- |
| América     | Mario Carrillo      | Azteca                  | México, D. F.                  | Bimbo             | Nike     |
| Atlante     | José Guadalupe Cruz | Azteca                  | México, D. F.                  | Pegaso            | Garcis   |
| Atlas       | Daniel Guzmán       | Jalisco                 | Guadalajara, Jalisco           | Coca-Cola         | Nike     |
| Chiapas     | Fernando Quirarte   | Víctor Manuel Reyna     | Tuxtla Gutiérrez, Chiapas      | Banco Azteca      | Atletica |
| Cruz Azul   | Isaac Mizrahi       | Azul                    | México, D. F.                  | Cemento Cruz Azul | Umbro    |
| Dorados     | Carlos Bracamontes  | Banorte                 | Culiacán, Sinaloa              | Coppel            | Joma     |
| Guadalajara | Benjamin Galindo    | Jalisco                 | Guadalajara, Jalisco           | JVC               | Reebok   |
| Monterrey   | Miguel Herrera      | Tecnológico             | Monterrey, Nuevo León          | Bimbo             | Atletica |
| Morelia     | Ricardo Ferretti    | Morelos                 | Morelia, Michoacán             | LG                | Atletica |
| Necaxa      | Enrique López Zarza | Victoria                | Aguascalientes, Aguascalientes | Bimbo             | Atletica |
| Pachuca     | José Luis Trejo     | Hidalgo                 | Pachuca, Hidalgo               | Cemento Cruz Azul | Puma     |
| San Luis    | Carlos Reinoso      | Alfonso Lastras Ramírez | San Luis Potosí, S.L.P.        | Takis             | Atletica |
| Santos      | Eduardo de la Torre | Corona                  | Torreón, Coahuila              | Soriana           | Atletica |
| Tecos       | Eduardo Acevedo     | Tres de Marzo           | Guadalajara, Jalisco           | Telcel            | Atletica |
| Tigres      | Leonardo Álvarez    | Universitario           | Monterrey, Nuevo León          | Cemex             | Atletica |
| Toluca      | Américo Gallego     | Nemesio Díez            | Toluca, México                 | Banamex           | Atlética |
| UNAM        | Hugo Sánchez        | Olímpico Universitario  | México, D. F.                  | Banamex           | Lotto    |
| Veracruz    | Juan Carlos Chávez  | Luis "Pirata" Fuente    | Veracruz, Veracruz             | Bimbo             | Joma     |

### Cambios de entrenadores
| Equipo      | Entrenador (jornadas)                                                      |
| ----------- | -------------------------------------------------------------------------- |
| Guadalajara | Benjamin Galindo (1-3) Juan Carlos Ortega (4 y 5) Xabier Azkargorta (6-17) |
| Dorados     | Carlos Bracamontes (1-6) Juan Manuel Lillo (7-17)                          |
| Chiapas     | Fernando Quirarte (1-7) Luis Fernando Tena (8-17)                          |
| Atlante     | José Guadalupe Cruz (1-8) Sergio Bueno (9-17)                              |
| Cruz Azul   | Isaac Mizrahi (1-9)* Rubén Omar Romano (10-17)                             |
| Veracruz    | Juan Carlos Chávez (1-11) Eduardo Rergis (12-17)                           |
| Tigres      | Leonardo Álvarez (1-12) Osvaldo Batocletti (13-17)                         |
| San Luis    | Carlos Reinoso (1-14) Cristóbal Ortega (15) Raúl Arias (16-17)             |
| UNAM        | Hugo Sánchez (1-14) Miguel España (15-17)                                  |
| Santos      | Eduardo de la Torre (1-14) Jorge Vantolrá (15-17)                          |

- Mizrahi fue entrenador interino, luego del secuestro de Rubén Omar Romano hasta la jornada 10

## Tabla general
| Pos. | Equipo      | Pts. | PJ | G  | E | P  | GF | GC | Dif. | Clasificación                   |
| ---- | ----------- | ---- | -- | -- | - | -- | -- | -- | ---- | ------------------------------- |
| 1    | América     | 38   | 17 | 12 | 2 | 3  | 34 | 22 | +12  | Cuartos de final de la liguilla |
| 2    | Monterrey   | 35   | 17 | 10 | 5 | 2  | 32 | 20 | +12  | Cuartos de final de la liguilla |
| 3    | Necaxa      | 31   | 17 | 9  | 4 | 4  | 35 | 31 | +4   | Cuartos de final de la liguilla |
| 4    | Cruz Azul   | 30   | 17 | 9  | 3 | 5  | 34 | 20 | +14  | Cuartos de final de la liguilla |
| 5    | Toluca (C)  | 30   | 17 | 9  | 3 | 5  | 27 | 21 | +6   | Cuartos de final de la liguilla |
| 6    | Pachuca     | 28   | 17 | 7  | 7 | 3  | 26 | 18 | +8   | Cuartos de final de la liguilla |
| 7    | Tecos UAG   | 24   | 17 | 7  | 3 | 7  | 27 | 28 | −1   | Cuartos de final de la liguilla |
| 8    | Tigres      | 22   | 17 | 6  | 4 | 7  | 30 | 25 | +5   | Cuartos de final de la liguilla |
| 9    | Atlas       | 21   | 17 | 6  | 3 | 8  | 22 | 24 | −2   |                                 |
| 10   | Chiapas     | 20   | 17 | 5  | 8 | 4  | 30 | 27 | +3   |                                 |
| 11   | Santos      | 20   | 17 | 5  | 5 | 7  | 31 | 31 | 0    |                                 |
| 12   | Morelia     | 20   | 17 | 6  | 2 | 9  | 27 | 29 | −2   |                                 |
| 13   | Guadalajara | 19   | 17 | 4  | 7 | 6  | 16 | 22 | −6   |                                 |
| 14   | Dorados     | 18   | 17 | 5  | 3 | 9  | 20 | 31 | −11  |                                 |
| 15   | San Luis    | 16   | 17 | 4  | 4 | 9  | 18 | 25 | −7   |                                 |
| 16   | UNAM        | 16   | 17 | 4  | 4 | 9  | 17 | 34 | −17  |                                 |
| 17   | Atlante     | 15   | 17 | 4  | 3 | 10 | 29 | 37 | −8   |                                 |
| 18   | Veracruz    | 15   | 17 | 3  | 6 | 8  | 24 | 34 | −10  |                                 |

 Fuente: Torneo Apertura 2005
Notas:
1. ↑  Chiapas le descontaron 3 puntos, debido al incumplimiento de la regla 20/11, ya que el equipo no cumplió con los minutos requeridos por la regla.

### Grupos

#### Grupo 1
| Pos. | Equipo    | Pts. | PJ | G  | E | P | GF | GC | Dif. | Clasificación                   |
| ---- | --------- | ---- | -- | -- | - | - | -- | -- | ---- | ------------------------------- |
| 1    | América   | 38   | 17 | 12 | 2 | 3 | 34 | 22 | +12  | Cuartos de final de la liguilla |
| 2    | Necaxa    | 31   | 17 | 9  | 4 | 4 | 35 | 31 | +4   | Cuartos de final de la liguilla |
| 3    | Tecos UAG | 24   | 17 | 7  | 3 | 7 | 27 | 28 | −1   | Cuartos de final de la liguilla |
| 4    | Morelia   | 20   | 17 | 6  | 2 | 9 | 27 | 29 | −2   |                                 |
| 5    | San Luis  | 16   | 17 | 4  | 4 | 9 | 18 | 25 | −7   |                                 |
| 6    | Atlante   | 15   | 9  | 3  | 6 | 0 | 24 | 34 | −10  |                                 |

 Fuente: Torneo Apertura 2005

#### Grupo 2
| Pos. | Equipo     | Pts. | PJ | G | E | P | GF | GC | Dif. | Clasificación                   |
| ---- | ---------- | ---- | -- | - | - | - | -- | -- | ---- | ------------------------------- |
| 1    | Toluca (C) | 30   | 17 | 9 | 3 | 5 | 27 | 21 | +6   | Cuartos de final de la liguilla |
| 2    | Pachuca    | 28   | 17 | 7 | 7 | 3 | 26 | 18 | +8   | Cuartos de final de la liguilla |
| 3    | Santos     | 20   | 17 | 5 | 5 | 7 | 31 | 31 | 0    |                                 |
| 4    | Dorados    | 18   | 17 | 5 | 3 | 9 | 20 | 31 | −11  |                                 |
| 5    | UNAM       | 16   | 17 | 4 | 4 | 9 | 17 | 34 | −17  |                                 |
| 6    | Veracruz   | 15   | 17 | 3 | 6 | 8 | 24 | 34 | −10  |                                 |

 Fuente: Torneo Apertura 2005

#### Grupo 3
| Pos. | Equipo      | Pts. | PJ | G  | E | P | GF | GC | Dif. | Clasificación                   |
| ---- | ----------- | ---- | -- | -- | - | - | -- | -- | ---- | ------------------------------- |
| 1    | Monterrey   | 35   | 17 | 10 | 5 | 2 | 32 | 20 | +12  | Cuartos de final de la liguilla |
| 2    | Cruz Azul   | 30   | 17 | 9  | 3 | 5 | 34 | 20 | +14  | Cuartos de final de la liguilla |
| 3    | Tigres      | 22   | 17 | 6  | 4 | 7 | 30 | 25 | +5   | Cuartos de final de la liguilla |
| 4    | Atlas       | 21   | 17 | 6  | 3 | 8 | 22 | 24 | −2   |                                 |
| 5    | Chiapas     | 20   | 17 | 5  | 8 | 4 | 30 | 27 | +3   |                                 |
| 6    | Guadalajara | 19   | 17 | 4  | 7 | 6 | 16 | 22 | −6   |                                 |

 Fuente: Torneo Apertura 2005
Notas:
1. ↑  Chiapas le descontaron 3 puntos, debido al incumplimiento de la regla 20/11, ya que el equipo no cumplió con los minutos requeridos por la regla.

## Torneo Regular
| Monterrey   | 1 - 2 | Pachuca | Tecnológico             | 30 de julio | 17:00 |
| Cruz Azul   | 2 - 1 | Morelia | Azul                    | 30 de julio | 17:00 |
| Dorados     | 3 - 1 | Atlante | Banorte                 | 30 de julio | 19:00 |
| Guadalajara | 1 - 1 | Chiapas | Jalisco                 | 30 de julio | 19:00 |
| Veracruz    | 2 - 1 | Atlas   | Luis "Pirata" Fuente    | 30 de julio | 19:00 |
| Necaxa      | 0 - 0 | Toluca  | Victoria                | 30 de julio | 20:30 |
| San Luis    | 2 - 1 | Tecos   | Alfonso Lastras Ramírez | 31 de julio | 12:00 |
| América     | 3 - 1 | Tigres  | Azteca                  | 31 de julio | 16:00 |
| Santos      | 1 - 2 | UNAM    | Corona                  | 31 de julio | 16:00 |

| Toluca  | 2 - 1 | San Luis    | Nemesio Díez           | 6 de agosto | 15:00 |
| Atlante | 0 - 0 | Santos      | Azteca                 | 6 de agosto | 17:00 |
| Chiapas | 1 - 1 | Necaxa      | Víctor Manuel Reyna    | 6 de agosto | 17:00 |
| Morelia | 2 - 2 | Monterrey   | Morelos                | 6 de agosto | 19:00 |
| Tigres  | 3 - 1 | Dorados     | Universitario          | 6 de agosto | 19:00 |
| Atlas   | 0 - 1 | Cruz Azul   | Jalisco                | 6 de agosto | 20:45 |
| UNAM    | 1 - 0 | Guadalajara | Olímpico Universitario | 7 de agosto | 12:00 |
| Tecos   | 2 - 2 | Veracruz    | Tres de Marzo          | 7 de agosto | 16:00 |
| Pachuca | 0 - 0 | América     | Hidalgo                | 7 de agosto | 16:00 |

| Monterrey   | 1 - 0 | Atlas   | Tecnológico             | 13 de agosto | 17:00 |
| Cruz Azul   | 5 - 1 | Tecos   | Azul                    | 13 de agosto | 17:00 |
| Veracruz    | 2 - 3 | Toluca  | Luis "Pirata" Fuente    | 13 de agosto | 19:00 |
| Guadalajara | 3 - 2 | Atlante | Jalisco                 | 13 de agosto | 19:00 |
| Necaxa      | 2 - 0 | UNAM    | Victoria                | 13 de agosto | 20:30 |
| San Luis    | 1 - 1 | Chiapas | Alfonso Lastras Ramírez | 14 de agosto | 12:00 |
| América     | 2 - 1 | Dorados | Azteca                  | 14 de agosto | 16:00 |
| Pachuca     | 1 - 3 | Morelia | Hidalgo                 | 14 de agosto | 16:00 |
| Santos      | 1 - 4 | Tigres  | Corona                  | 14 de agosto | 16:00 |

| Toluca  | 2 - 1 | Cruz Azul   | Nemesio Díez           | 20 de agosto | 15:00 |
| Atlante | 2 - 1 | Necaxa      | Azteca                 | 20 de agosto | 17:00 |
| Chiapas | 2 - 2 | Veracruz    | Víctor Manuel Reyna    | 20 de agosto | 17:00 |
| Morelia | 1 - 2 | América     | Morelos                | 20 de agosto | 19:00 |
| Tigres  | 1 - 1 | Guadalajara | Universitario          | 20 de agosto | 19:00 |
| Dorados | 0 - 3 | Santos      | Banorte                | 20 de agosto | 19:00 |
| Atlas   | 3 - 2 | Pachuca     | Jalisco                | 20 de agosto | 20:45 |
| UNAM    | 0 - 0 | San Luis    | Olímpico Universitario | 21 de agosto | 12:00 |
| Tecos   | 2 - 1 | Monterrey   | Tres de Marzo          | 21 de agosto | 16:00 |

| Pachuca     | 1 - 0 | Tecos   | Hidalgo                 | 24 de agosto | 17:00 |
| Veracruz    | 1 - 1 | UNAM    | Luis "Pirata" Fuente    | 24 de agosto | 19:00 |
| San Luis    | 2 - 2 | Atlante | Alfonso Lastras Ramírez | 24 de agosto | 20:00 |
| América     | 2 - 1 | Santos  | Azteca                  | 24 de agosto | 20:30 |
| Necaxa      | 3 - 2 | Tigres  | Victoria                | 24 de agosto | 20:30 |
| Guadalajara | 1 - 0 | Dorados | Jalisco                 | 24 de agosto | 20:45 |
| Cruz Azul   | 3 - 1 | Chiapas | Azul                    | 24 de agosto | 21:00 |
| Morelia     | 1 - 0 | Atlas   | Morelos                 | 24 de agosto | 21:00 |
| Monterrey   | 2 - 1 | Toluca  | Tecnológico             | 24 de agosto | 21:00 |

| Toluca  | 1 - 1 | Pachuca     | Nemesio Díez           | 27 de agosto | 15:00 |
| Atlante | 4 - 5 | Veracruz    | Azteca                 | 27 de agosto | 17:00 |
| Chiapas | 1 - 2 | Monterrey   | Víctor Manuel Reyna    | 27 de agosto | 17:00 |
| Dorados | 1 - 1 | Necaxa      | Banorte                | 27 de agosto | 19:00 |
| Tigres  | 1 - 0 | San Luis    | Universitario          | 27 de agosto | 19:00 |
| Atlas   | 1 - 3 | América     | Jalisco                | 27 de agosto | 20:45 |
| UNAM    | 0 - 5 | Cruz Azul   | Olímpico Universitario | 28 de agosto | 12:00 |
| Tecos   | 2 - 1 | Morelia     | Tres de Marzo          | 28 de agosto | 14:00 |
| Santos  | 3 - 0 | Guadalajara | Corona                 | 28 de agosto | 16:00 |

| Monterrey | 1 - 1 | UNAM        | Tecnológico             | 10 de septiembre | 17:00 |
| Cruz Azul | 5 - 3 | Atlante     | Azul                    | 10 de septiembre | 17:00 |
| Morelia   | 3 - 1 | Toluca      | Morelos                 | 10 de septiembre | 19:00 |
| Veracruz  | 0 - 5 | Tigres      | Luis "Pirata" Fuente    | 10 de septiembre | 19:00 |
| Necaxa    | 4 - 3 | Santos      | Victoria                | 10 de septiembre | 19:00 |
| Atlas     | 2 - 1 | Tecos       | Jalisco                 | 10 de septiembre | 20:45 |
| San Luis  | 4 - 1 | Dorados     | Alfonso Lastras Ramírez | 11 de septiembre | 12:00 |
| Pachuca   | 5 - 1 | Chiapas     | Hidalgo                 | 11 de septiembre | 12:00 |
| América   | 0 - 0 | Guadalajara | Azteca                  | 11 de septiembre | 17:00 |

| Toluca      | 2 - 1 | Atlas     | Nemesio Díez           | 17 de septiembre | 15:00 |
| UNAM        | 1 - 3 | Pachuca   | Olímpico Universitario | 17 de septiembre | 17:00 |
| Atlante     | 0 - 2 | Monterrey | Azteca                 | 17 de septiembre | 17:00 |
| Chiapas     | 1 - 0 | Morelia   | Víctor Manuel Reyna    | 17 de septiembre | 17:00 |
| Dorados     | 1 - 0 | Veracruz  | Banorte                | 17 de septiembre | 19:00 |
| Tigres      | 1 - 2 | Cruz Azul | Universitario          | 17 de septiembre | 19:00 |
| Guadalajara | 1 - 2 | Necaxa    | Jalisco                | 17 de septiembre | 19:00 |
| Tecos       | 1 - 2 | América   | Tres de Marzo          | 18 de septiembre | 16:00 |
| Santos      | 3 - 1 | San Luis  | Corona                 | 18 de septiembre | 16:00 |

| Veracruz  | 2 - 2 | Santos      | Luis "Pirata" Fuente    | 24 de septiembre | 15:00 |
| Cruz Azul | 2 - 2 | Dorados     | Azul                    | 24 de septiembre | 17:00 |
| Monterrey | 2 - 1 | Tigres      | Tecnológico             | 24 de septiembre | 17:00 |
| Morelia   | 2 - 2 | UNAM        | Morelos                 | 24 de septiembre | 19:00 |
| Atlas     | 0 - 0 | Chiapas     | Jalisco                 | 24 de septiembre | 20:45 |
| San Luis  | 1 - 2 | Guadalajara | Alfonso Lastras Ramírez | 25 de septiembre | 12:00 |
| Pachuca   | 3 - 2 | Atlante     | Hidalgo                 | 25 de septiembre | 12:00 |
| Tecos     | 1 - 2 | Toluca      | Tres de Marzo           | 25 de septiembre | 16:00 |
| América   | 4 - 1 | Necaxa      | Azteca                  | 25 de septiembre | 17:00 |

| Toluca      | 0 - 1 | América   | Nemesio Díez           | 28 de septiembre | 15:00 |
| Atlante     | 4 - 3 | Morelia   | Azulgrana UTN          | 28 de septiembre | 17:00 |
| Chiapas     | 3 - 3 | Tecos     | Víctor Manuel Reyna    | 28 de septiembre | 17:00 |
| Dorados     | 1 - 3 | Monterrey | Banorte                | 28 de septiembre | 19:00 |
| Necaxa      | 2 - 1 | San Luis  | Victoria               | 28 de septiembre | 20:30 |
| UNAM        | 1 - 0 | Atlas     | Olímpico Universitario | 28 de septiembre | 20:30 |
| Tigres      | 2 - 2 | Pachuca   | Universitario          | 28 de septiembre | 20:45 |
| Guadalajara | 1 - 1 | Veracruz  | Jalisco                | 28 de septiembre | 20:45 |
| Santos      | 3 - 2 | Cruz Azul | Corona                 | 28 de septiembre | 21:00 |

| Toluca    | 0 - 1 | Chiapas     | Nemesio Díez         | 1 de octubre | 15:00 |
| Monterrey | 2 - 2 | Santos      | Tecnológico          | 1 de octubre | 17:00 |
| Cruz Azul | 0 - 0 | Guadalajara | Azul                 | 1 de octubre | 17:00 |
| Morelia   | 0 - 2 | Tigres      | Morelos              | 1 de octubre | 19:00 |
| América   | 3 - 1 | San Luis    | Cuauhtémoc           | 1 de octubre | 19:00 |
| Veracruz  | 2 - 3 | Necaxa      | Luis "Pirata" Fuente | 1 de octubre | 19:00 |
| Atlas     | 1 - 0 | Atlante     | Jalisco              | 1 de octubre | 20:45 |
| Tecos     | 3 - 1 | UNAM        | Tres de Marzo        | 2 de octubre | 16:00 |
| Pachuca   | 2 - 1 | Dorados     | Hidalgo              | 2 de octubre | 16:00 |

| Atlante     | 0 - 1 | Tecos     | Azteca                  | 15 de octubre | 17:00 |
| Chiapas     | 4 - 3 | América   | Víctor Manuel Reyna     | 15 de octubre | 17:00 |
| Dorados     | 2 - 1 | Morelia   | Banorte                 | 15 de octubre | 19:00 |
| Guadalajara | 2 - 3 | Monterrey | Jalisco                 | 15 de octubre | 19:00 |
| Tigres      | 1 - 2 | Atlas     | Universitario           | 15 de octubre | 19:00 |
| Necaxa      | 3 - 1 | Cruz Azul | Victoria                | 15 de octubre | 20:30 |
| San Luis    | 1 - 0 | Veracruz  | Alfonso Lastras Ramírez | 16 de octubre | 12:00 |
| UNAM        | 0 - 3 | Toluca    | Olímpico Universitario  | 16 de octubre | 12:00 |
| Santos      | 0 - 0 | Pachuca   | Corona                  | 16 de octubre | 16:00 |

| Toluca    | 1 - 0 | Atlante     | Nemesio Díez        | 22 de octubre | 15:00 |
| Morelia   | 1 - 0 | Santos      | Morelos             | 22 de octubre | 17:00 |
| Monterrey | 1 - 1 | Necaxa      | Tecnológico         | 22 de octubre | 17:00 |
| Cruz Azul | 3 - 0 | San Luis    | Azul                | 22 de octubre | 17:00 |
| Chiapas   | 5 - 1 | UNAM        | Víctor Manuel Reyna | 22 de octubre | 19:00 |
| Atlas     | 1 - 2 | Dorados     | Jalisco             | 22 de octubre | 20:45 |
| Pachuca   | 0 - 0 | Guadalajara | Hidalgo             | 23 de octubre | 16:00 |
| Tecos     | 1 - 1 | Tigres      | Tres de Marzo       | 23 de octubre | 16:00 |
| América   | 1 - 2 | Veracruz    | Azteca              | 23 de octubre | 17:00 |

| Atlante     | 1 - 1 | Chiapas   | Azteca                  | 29 de octubre | 17:00 |
| Guadalajara | 1 - 2 | Morelia   | Jalisco                 | 29 de octubre | 19:00 |
| Tigres      | 1 - 3 | Toluca    | Universitario           | 29 de octubre | 19:00 |
| Dorados     | 0 - 2 | Tecos     | Banorte                 | 29 de octubre | 19:00 |
| Veracruz    | 0 - 1 | Cruz Azul | Luis "Pirata" Fuente    | 29 de octubre | 19:00 |
| Necaxa      | 2 - 1 | Pachuca   | Victoria                | 29 de octubre | 20:30 |
| UNAM        | 1 - 2 | América   | Olímpico Universitario  | 30 de octubre | 12:00 |
| San Luis    | 1 - 2 | Monterrey | Alfonso Lastras Ramírez | 30 de octubre | 12:00 |
| Santos      | 2 - 2 | Atlas     | Corona                  | 30 de octubre | 16:00 |

| Tecos     | 3 - 2 | Santos      | Tres de Marzo          | 4 de noviembre | 20:30 |
| Toluca    | 2 - 2 | Dorados     | Nemesio Díez           | 5 de noviembre | 15:00 |
| Monterrey | 1 - 1 | Veracruz    | Tecnológico            | 5 de noviembre | 17:00 |
| Chiapas   | 1 - 1 | Tigres      | Víctor Manuel Reyna    | 5 de noviembre | 17:00 |
| Morelia   | 3 - 4 | Necaxa      | Morelos                | 5 de noviembre | 19:00 |
| Atlas     | 2 - 2 | Guadalajara | Jalisco                | 5 de noviembre | 20:45 |
| UNAM      | 2 - 3 | Atlante     | Olímpico Universitario | 6 de noviembre | 12:00 |
| Pachuca   | 0 - 0 | San Luis    | Hidalgo                | 6 de noviembre | 16:00 |
| América   | 1 - 0 | Cruz Azul   | Azteca                 | 6 de noviembre | 17:00 |

| Cruz Azul   | 1 - 2 | Monterrey | Azul                    | 19 de noviembre | 17:00 |
| Dorados     | 2 - 1 | Chiapas   | Banorte                 | 19 de noviembre | 19:00 |
| Guadalajara | 1 - 0 | Tecos     | Jalisco                 | 19 de noviembre | 19:00 |
| Veracruz    | 1 - 3 | Pachuca   | Luis "Pirata" Fuente    | 19 de noviembre | 19:00 |
| Tigres      | 3 - 1 | UNAM      | Universitario           | 19 de noviembre | 19:00 |
| Necaxa      | 3 - 5 | Atlas     | Victoria                | 19 de noviembre | 20:30 |
| San Luis    | 2 - 1 | Morelia   | Alfonso Lastras Ramírez | 20 de noviembre | 12:00 |
| América     | 4 - 3 | Atlante   | Azteca                  | 20 de noviembre | 16:00 |
| Santos      | 4 - 1 | Toluca    | Corona                  | 20 de noviembre | 16:00 |

| Monterrey | 4 - 1 | América     | Tecnológico            | 26 de noviembre | 15:00 |
| Toluca    | 3 - 0 | Guadalajara | Nemesio Díez           | 26 de noviembre | 15:00 |
| Atlante   | 2 - 0 | Tigres      | Azteca                 | 26 de noviembre | 15:00 |
| Pachuca   | 0 - 0 | Cruz Azul   | Hidalgo                | 26 de noviembre | 15:00 |
| Morelia   | 2 - 1 | Veracruz    | Morelos                | 26 de noviembre | 15:00 |
| Chiapas   | 5 - 1 | Santos      | Víctor Manuel Reyna    | 26 de noviembre | 15:00 |
| Tecos     | 3 - 2 | Necaxa      | Tres de Marzo          | 26 de noviembre | 15:00 |
| Atlas     | 1 - 0 | San Luis    | Jalisco                | 26 de noviembre | 15:00 |
| UNAM      | 2 - 0 | Dorados     | Olímpico Universitario | 26 de noviembre | 15:00 |

## Tabla de Cocientes
| Posición | Equipo      | A03 | C04 | A04 | C05 | A05 | C06 | Puntos | Juegos | Cociente |
| -------- | ----------- | --- | --- | --- | --- | --- | --- | ------ | ------ | -------- |
| 1        | América     | 28  | 32  | 20  | 30  | 38  | -   | 148    | 89     | 1.6629   |
| 2        | Pachuca     | 36  | 26  | 32  | 20  | 28  | -   | 142    | 89     | 1.5955   |
| 3        | Toluca      | 27  | 30  | 32  | 23  | 24  | -   | 136    | 89     | 1.5280   |
| 4        | Guadalajara | 29  | 36  | 29  | 23  | 19  | -   | 136    | 89     | 1.5280   |
| 5        | UNAM        | 38  | 41  | 23  | 14  | 16  | -   | 132    | 89     | 1.4831   |
| 6        | Necaxa      | 30  | 21  | 21  | 28  | 31  | -   | 131    | 89     | 1.4719   |
| 7        | Tigres      | 38  | 23  | 23  | 24  | 22  | -   | 130    | 89     | 1.4606   |
| 8        | Monterrey   | 22  | 18  | 27  | 27  | 35  | -   | 129    | 89     | 1.4494   |
| 9        | Cruz Azul   | 27  | 23  | 16  | 31  | 30  | -   | 127    | 89     | 1.4269   |
| 10       | Chiapas     | 21  | 42  | 18  | 22  | 20* | -   | 123    | 89     | 1.3820   |
| 11       | Morelia     | 25  | 22  | 22  | 35  | 20  | -   | 124    | 89     | 1.3932   |
| 12       | Tecos       | 31  | 18  | 16  | 29  | 24  | -   | 118    | 89     | 1.3258   |
| 13       | Santos      | 31  | 21  | 18  | 28  | 20  | -   | 118    | 89     | 1.3258   |
| 14       | Atlante     | 31  | 27  | 24  | 20  | 15  | -   | 110    | 89     | 1.3146   |
| 15       | Atlas       | 19  | 27  | 31  | 11  | 21  | -   | 109    | 89     | 1.2247   |
| 16       | Veracruz    | 27  | 17  | 35  | 14  | 15  | -   | 108    | 89     | 1.2135   |
| 17       | Dorados     | -   | -   | 16  | 26  | 18  | -   | 60     | 51     | 1.1765   |
| 18       | San Luis    | -   | -   | -   | -   | 16  | -   | 16     | 17     | 0.9412   |

     Zona de descenso.

## Estadísticas

### Goleadores
| Pos. | Jugador          | Equipo    | Goles | Goles de penal |
| ---- | ---------------- | --------- | ----- | -------------- |
| 1.º  | Kleber           | América   | 11    | 0              |
| 1.º  | Matías Vuoso     | Santos    | 11    | 1              |
| 1.º  | Walter Gaitan    | Tigres    | 11    | 3              |
| 1.º  | Sebastián Abreu  | Dorados   | 11    | 3              |
| 5.º  | Carlos Ochoa     | Jaguares  | 9     | 0              |
| 5.º  | Guillermo Franco | Monterrey | 9     | 0              |
| 5.º  | Patricio Galaz   | Atlante   | 9     | 0              |
| 5.º  | César Delgado    | Cruz Azul | 9     | 0              |
| 5.º  | Daniel Ludueña   | Tecos     | 9     | 1              |
| 5.º  | Rodrigo Ruiz     | Santos    | 9     | 1              |
| 5.º  | Salvador Cabañas | Jaguares  | 9     | 4              |

### Máximos Asistentes
| Pos. | Jugador           | Equipo    | Asistencias |
| ---- | ----------------- | --------- | ----------- |
| 1.º  | Salvador Cabañas  | Jaguares  | 8           |
| 2.º  | Cuauhtémoc Blanco | América   | 6           |
| 2.º  | Tressor Moreno    | Necaxa    | 6           |
| 2.º  | Vicente Sánchez   | Toluca    | 6           |
| 5.º  | Matías Vuoso      | Santos    | 5           |
| 5.º  | Nelson Cuevas     | Pachuca   | 5           |
| 5.º  | Leandro Augusto   | UNAM      | 5           |
| 5.º  | Luis Pérez        | Monterrey | 5           |

## Liguilla
|  | Cuartos de final                                                                   | Cuartos de final                                                                   | Cuartos de final                                                                   | Cuartos de final                                                                   | Cuartos de final                                                                   |   |   | Semifinales                                                            | Semifinales                                                            | Semifinales                                                            | Semifinales                                                            | Semifinales                                                            |  |   | Final                                                          | Final                                                          | Final                                                          | Final                                                          | Final                                                          |  |
|  | 30 de noviembre y 1 de diciembre de 2005 (ida) 3 y 4 de diciembre de 2005 (vuelta) | 30 de noviembre y 1 de diciembre de 2005 (ida) 3 y 4 de diciembre de 2005 (vuelta) | 30 de noviembre y 1 de diciembre de 2005 (ida) 3 y 4 de diciembre de 2005 (vuelta) | 30 de noviembre y 1 de diciembre de 2005 (ida) 3 y 4 de diciembre de 2005 (vuelta) | 30 de noviembre y 1 de diciembre de 2005 (ida) 3 y 4 de diciembre de 2005 (vuelta) |   |   | 7 y 8 de diciembre de 2005 (ida) 10 y 11 de diciembre de 2005 (vuelta) | 7 y 8 de diciembre de 2005 (ida) 10 y 11 de diciembre de 2005 (vuelta) | 7 y 8 de diciembre de 2005 (ida) 10 y 11 de diciembre de 2005 (vuelta) | 7 y 8 de diciembre de 2005 (ida) 10 y 11 de diciembre de 2005 (vuelta) | 7 y 8 de diciembre de 2005 (ida) 10 y 11 de diciembre de 2005 (vuelta) |  |   | 15 de diciembre de 2005 (ida) 18 de diciembre de 2005 (vuelta) | 15 de diciembre de 2005 (ida) 18 de diciembre de 2005 (vuelta) | 15 de diciembre de 2005 (ida) 18 de diciembre de 2005 (vuelta) | 15 de diciembre de 2005 (ida) 18 de diciembre de 2005 (vuelta) | 15 de diciembre de 2005 (ida) 18 de diciembre de 2005 (vuelta) |  |
|  |                                                                                    |                                                                                    |                                                                                    |                                                                                    |                                                                                    |   |   |                                                                        |                                                                        |                                                                        |                                                                        |                                                                        |  |   |                                                                |                                                                |                                                                |                                                                |                                                                |  |
|  |                                                                                    |                                                                                    |                                                                                    |                                                                                    |                                                                                    |   |   |                                                                        |                                                                        |                                                                        |                                                                        |                                                                        |  |   |                                                                |                                                                |                                                                |                                                                |                                                                |  |
|  | 2                                                                                  | Monterrey                                                                          | 3                                                                                  | 4                                                                                  | 7                                                                                  |   |   |                                                                        |                                                                        |                                                                        |                                                                        |                                                                        |  |   |                                                                |                                                                |                                                                |                                                                |                                                                |  |
|  | 2                                                                                  | Monterrey                                                                          | 3                                                                                  | 4                                                                                  | 7                                                                                  |   |   |                                                                        |                                                                        |                                                                        |                                                                        |                                                                        |  |   |                                                                |                                                                |                                                                |                                                                |                                                                |  |
|  | 7                                                                                  | Tecos UAG                                                                          | 0                                                                                  | 0                                                                                  | 0                                                                                  |   |   |                                                                        |                                                                        |                                                                        |                                                                        |                                                                        |  |   |                                                                |                                                                |                                                                |                                                                |                                                                |  |
|  | 7                                                                                  | Tecos UAG                                                                          | 0                                                                                  | 0                                                                                  | 0                                                                                  |   | 2 | Monterrey (*)                                                          | 0                                                                      | 2                                                                      | 2                                                                      |                                                                        |  |   |                                                                |                                                                |                                                                |                                                                |                                                                |  |
|  |                                                                                    |                                                                                    |                                                                                    |                                                                                    |                                                                                    |   | 2 | Monterrey (*)                                                          | 0                                                                      | 2                                                                      | 2                                                                      |                                                                        |  |   |                                                                |                                                                |                                                                |                                                                |                                                                |  |
|  |                                                                                    |                                                                                    | 8                                                                                  | Tigres                                                                             | 1                                                                                  | 1 | 2 |                                                                        |                                                                        |                                                                        |                                                                        |                                                                        |  |   |                                                                |                                                                |                                                                |                                                                |                                                                |  |
|  | 1                                                                                  | América                                                                            | 8                                                                                  | Tigres                                                                             | 1                                                                                  | 1 | 2 | 3                                                                      | 1                                                                      | 4                                                                      |                                                                        |                                                                        |  |   |                                                                |                                                                |                                                                |                                                                |                                                                |  |
|  | 1                                                                                  | América                                                                            |                                                                                    |                                                                                    |                                                                                    |   |   |                                                                        |                                                                        | 4                                                                      |                                                                        |                                                                        |  |   |                                                                |                                                                |                                                                |                                                                |                                                                |  |
|  | 8                                                                                  | Tigres                                                                             | 1                                                                                  | 4                                                                                  | 5                                                                                  |   |   |                                                                        |                                                                        |                                                                        |                                                                        |                                                                        |  |   |                                                                |                                                                |                                                                |                                                                |                                                                |  |
|  | 8                                                                                  | Tigres                                                                             | 1                                                                                  | 4                                                                                  | 5                                                                                  |   |   |                                                                        |                                                                        |                                                                        |                                                                        |                                                                        |  | 2 | Monterrey                                                      | 3                                                              | 0                                                              | 3                                                              |                                                                |  |
|  |                                                                                    |                                                                                    |                                                                                    |                                                                                    |                                                                                    |   |   |                                                                        |                                                                        |                                                                        |                                                                        |                                                                        |  | 2 | Monterrey                                                      | 3                                                              | 0                                                              | 3                                                              |                                                                |  |
|  |                                                                                    |                                                                                    | 5                                                                                  | Toluca                                                                             | 3                                                                                  | 3 | 6 |                                                                        |                                                                        |                                                                        |                                                                        |                                                                        |  |   |                                                                |                                                                |                                                                |                                                                |                                                                |  |
|  | 4                                                                                  | Cruz Azul                                                                          | 5                                                                                  | Toluca                                                                             | 3                                                                                  | 3 | 6 | 0                                                                      | 0                                                                      | 0                                                                      |                                                                        |                                                                        |  |   |                                                                |                                                                |                                                                |                                                                |                                                                |  |
|  | 4                                                                                  | Cruz Azul                                                                          |                                                                                    |                                                                                    |                                                                                    |   |   |                                                                        |                                                                        | 0                                                                      |                                                                        |                                                                        |  |   |                                                                |                                                                |                                                                |                                                                |                                                                |  |
|  | 5                                                                                  | Toluca                                                                             | 1                                                                                  | 0                                                                                  | 1                                                                                  |   |   |                                                                        |                                                                        |                                                                        |                                                                        |                                                                        |  |   |                                                                |                                                                |                                                                |                                                                |                                                                |  |
|  | 5                                                                                  | Toluca                                                                             | 1                                                                                  | 0                                                                                  | 1                                                                                  |   | 5 | Toluca                                                                 | 0                                                                      | 2                                                                      | 2                                                                      |                                                                        |  |   |                                                                |                                                                |                                                                |                                                                |                                                                |  |
|  |                                                                                    |                                                                                    |                                                                                    |                                                                                    |                                                                                    |   | 5 | Toluca                                                                 | 0                                                                      | 2                                                                      | 2                                                                      |                                                                        |  |   |                                                                |                                                                |                                                                |                                                                |                                                                |  |
|  |                                                                                    |                                                                                    | 6                                                                                  | Pachuca                                                                            | 0                                                                                  | 1 | 1 |                                                                        |                                                                        |                                                                        |                                                                        |                                                                        |  |   |                                                                |                                                                |                                                                |                                                                |                                                                |  |
|  | 3                                                                                  | Necaxa                                                                             | 6                                                                                  | Pachuca                                                                            | 0                                                                                  | 1 | 1 | 0                                                                      | 0                                                                      | 0                                                                      |                                                                        |                                                                        |  |   |                                                                |                                                                |                                                                |                                                                |                                                                |  |
|  | 3                                                                                  | Necaxa                                                                             |                                                                                    |                                                                                    |                                                                                    |   |   |                                                                        |                                                                        | 0                                                                      |                                                                        |                                                                        |  |   |                                                                |                                                                |                                                                |                                                                |                                                                |  |
|  | 6                                                                                  | Pachuca                                                                            | 2                                                                                  | 2                                                                                  | 4                                                                                  |   |   |                                                                        |                                                                        |                                                                        |                                                                        |                                                                        |  |   |                                                                |                                                                |                                                                |                                                                |                                                                |  |
|  | 6                                                                                  | Pachuca                                                                            | 2                                                                                  | 2                                                                                  | 4                                                                                  |   |   |                                                                        |                                                                        |                                                                        |                                                                        |                                                                        |  |   |                                                                |                                                                |                                                                |                                                                |                                                                |  |
|  |                                                                                    |                                                                                    |                                                                                    |                                                                                    |                                                                                    |   |   |                                                                        |                                                                        |                                                                        |                                                                        |                                                                        |  |   |                                                                |                                                                |                                                                |                                                                |                                                                |  |

- (*) Avanza por su posición en la tabla

### Cuartos de final
| 1 de diciembre de 2005, 20:45 h. | Tigres          | 1:3 (0:1) | América                             | Universitario, San Nicolás de los Garza, NL.                 |                                                              |
|                                  | Júlio César 76' | Reporte   | Kleber 40' · Pardo 62' · Blanco 70' | Asistencia: 45,000 espectadores Árbitro(s): Mauricio Morales | Asistencia: 45,000 espectadores Árbitro(s): Mauricio Morales |

| 4 de diciembre de 2005, 17:00 h.                           | América    | 1:4 (0:3) | Tigres                                         | Estadio Azteca, México, D. F.       |                                     |
|                                                            | Kleber 54' | Reporte   | Peralta 18' · Gaitan 22' 35' · Júlio César 90' | Árbitro(s): Marco Antonio Rodríguez | Árbitro(s): Marco Antonio Rodríguez |
| Tigres clasifica a Semifinales por marcador global de 4-5. |            |           |                                                |                                     |                                     |

| 30 de noviembre de 2005, 19:00 h. | Tecos | 0:3 (0:1) | Monterrey                            | Estadio Tres de Marzo, Zapopan, Jal. |                       |
|                                   |       | Reporte   | Franco 6' 54' · Casartelli 88' (pen) | Árbitro(s): Hugo León                | Árbitro(s): Hugo León |

| 3 de diciembre de 2005, 17:00 h.                                | Monterrey                                  | 4:0 (1:0) | Tecos | Estadio Tecnológico, Monterrey, NL.   |                                       |
|                                                                 | Franco 2' · Casartelli 73' · Pérez 75' 81' |           |       | Árbitro(s): José Eduardo Gasso Flores | Árbitro(s): José Eduardo Gasso Flores |
| Rayados golea a Tecos en el global (7:0) y avanza a Semifinales |                                            |           |       |                                       |                                       |

| 30 de noviembre de 2005, 21:00 h. | Pachuca                | 2:0 | Necaxa | Estadio Hidalgo, Pachuca, Hgo. |                               |
|                                   | Landín 16' · Cacho 33' |     |        | Árbitro(s): Armando Archundia  | Árbitro(s): Armando Archundia |

| 3 de diciembre de 2005, 20:30 h.                                   | Necaxa | 0:2 | Pachuca                    | Estadio Victoria, Aguascalientes, Ags. |                                      |
|                                                                    |        |     | Landín 27' · Caballero 47' | Árbitro(s): Germán Arredondo Ramírez   | Árbitro(s): Germán Arredondo Ramírez |
| Pachuca avanza a Semifinales al ganar en el global (4-0) al Necaxa |        |     |                            |                                        |                                      |

| 1 de diciembre de 2005, 15:00 h. | Toluca       | 1:0 | Cruz Azul | Estadio Nemesio Díez, Toluca, Méx. |                                    |
|                                  | Esquivel 62' |     |           | Árbitro(s): Gilberto Alcalá Pineda | Árbitro(s): Gilberto Alcalá Pineda |

| 4 de diciembre de 2005, 20:00 h.                                | Cruz Azul | 0:0 | Toluca | Estadio Azul, México, D. F.              |  |
|                                                                 |           |     |        | Árbitro(s): Manuel Ernesto Glower Guerra |  |
| Toluca le gana a Cruz en el global (1-0) y avanza a Semifinales |           |     |        |                                          |  |

### Semifinales
| 7 de diciembre de 2005, 20:45 | Tigres      | 1:0 (0:0) | Monterrey | Estadio Universitario, San Nicolás de los Garza |                               |
|                               | Peralta 54' |           |           | Árbitro(s): Armando Archundia                   | Árbitro(s): Armando Archundia |

| 10 de diciembre de 2005, 17:00                                   | Monterrey                     | 2:1 (0:0) | Tigres     | Estadio Tecnológico, Monterrey       |                                      |
|                                                                  | Pérez 57' (pen.) · Franco 85' |           | Gaitán 73' | Árbitro(s): Germán Arredondo Ramírez | Árbitro(s): Germán Arredondo Ramírez |
| Monterrey avanza a la Final gracias a mejor posición en la tabla |                               |           |            |                                      |                                      |

| 8 de diciembre de 2005, 20:45 h. | Pachuca | 0:0 | Toluca | Estadio Hidalgo, Pachuca, Hgo.                     |  |
|                                  |         |     |        | Asistencia: José Eduardo Gasso Flores espectadores |  |

| 11 de diciembre de 2005, 15:00 h.                       | Toluca                      | 2:1 | Pachuca     | Estadio Nemesio Díez, Toluca, Edo. Mex. |                                     |
|                                                         | Da Silva 10' · Esquivel 43' |     | Santana 33' | Árbitro(s): Marco Antonio Rodríguez     | Árbitro(s): Marco Antonio Rodríguez |
| Toluca gana 2-1 en global a Pachuca y avanza a la final |                             |     |             |                                         |                                     |

### Final
| 15 de diciembre de 2005, 15:00 | Toluca                                  | 3:3 (2:2) | Monterrey                                             | Estadio Nemesio Díez, Toluca         |                                      |
|                                | Sánchez 32' · Abundis 45' · R. Díaz 87' | Reporte   | Pérez 3' (pen.) · Casartelli 8' · Da Silva 61' (a.g.) | Árbitro(s): Héctor Manuel Delgadillo | Árbitro(s): Héctor Manuel Delgadillo |

| 18 de diciembre de 2005, 17:00                                       | Monterrey | 0:3 (0:0) | Toluca                            | Estadio Tecnológico, Monterrey      |                                     |
|                                                                      |           |           | Sánchez 50' 90+1' · R. Díaz 90+3' | Árbitro(s): Marco Antonio Rodríguez | Árbitro(s): Marco Antonio Rodríguez |
| Toluca gana su octavo título al vencer de visitante al Monterrey 0-3 |           |           |                                   |                                     |                                     |

#### Final Ida
| 1     | POR   | Hernan Cristante   |     |
| 2     | DEF   | Mario Mendez       | 65' |
| 14    | DEF   | Edgar Dueñas       |     |
| 3     | DEF   | Paulo Da Silva     |     |
| 51    | DEF   | Francisco Gamboa   |     |
| 6     | DEF   | Manuel de la Torre |     |
| 5     | MED   | Israel López       |     |
| 4     | MED   | Ariel Rosada       | 38' |
| 10    | MED   | Antonio Naelson    |     |
| 11    | DEL   | Vicente Sánchez    |     |
| 29    | DEL   | Carlos Esquivel    |     |
| D. T. | D. T. | Américo Gallego    |     |

| 16    | POR   | Christian Martínez       |     |
| 5     | DEF   | José Joel González       |     |
| 21    | DEF   | Diego Ordaz              |     |
| 23    | DEF   | Felipe Baloy             |     |
| 20    | DEF   | Paulo Serafín            |     |
| 11    | DEF   | Julio César Pinheiro     | 65' |
| 8     | MED   | Luis Pérez               |     |
| 17    | MED   | Ricardo Martínez Trimmer |     |
| 28    | MED   | Jesús Arellano           | 38' |
| 10    | DEL   | Guillermo Franco         | 74' |
| 19    | DEL   | Carlos Casartelli        | 56' |
| D. T. | D. T. | Miguel Herrera           |     |

| 23 | Delantero | José Manuel Abundis | 38' |
| 7  | Delantero | Rodrigo Díaz        | 65' |

| 49 | Defensa   | Severo Meza     | 36' |
| 24 | Delantero | Oribe Peralta   | 56' |
| 26 | Defensa   | Clemente Ovalle | 65' |

| 32' · 45' · 87' | Vicente Sánchez José Manuel Abundis Rodrigo Díaz | 1:2 2:2 3:3 |

| 3' · 8' · 61' | Luis Pérez Carlos Casartelli Paulo Da Silva | 0:1 0:2 2:3 |

| 16' · 75' · 76' · 88' | Israel López Paulo Da Silva José Manuel Abundis Hernan Cristante |

| 42' · 75' · 76' | Paulo Serafín Luis Pérez Felipe Baloy |

| Principal  | Gilberto Alcalá Pineda     |
| Asistentes | Héctor Manuel Delgadillo   |
|            | Alfonso Delgado Horcasitas |
| Cuarto     | Mauricio Morales Ovalle    |

|                   |    |    |
| Tiros             | 13 | 4  |
| Tiros a puerta    | 6  | 2  |
| Faltas            | 20 | 14 |
| Saques de esquina | 8  | 3  |
| Penaltis          | 1  | 1  |
| Fueras de juego   | 2  | 1  |

|  |

| 1     | POR   | Hernan Cristante   |     |
| 2     | DEF   | Mario Mendez       | 65' |
| 14    | DEF   | Edgar Dueñas       |     |
| 3     | DEF   | Paulo Da Silva     |     |
| 51    | DEF   | Francisco Gamboa   |     |
| 6     | DEF   | Manuel de la Torre |     |
| 5     | MED   | Israel López       |     |
| 4     | MED   | Ariel Rosada       | 38' |
| 10    | MED   | Antonio Naelson    |     |
| 11    | DEL   | Vicente Sánchez    |     |
| 29    | DEL   | Carlos Esquivel    |     |
| D. T. | D. T. | Américo Gallego    |     |

| 16    | POR   | Christian Martínez       |     |
| 5     | DEF   | José Joel González       |     |
| 21    | DEF   | Diego Ordaz              |     |
| 23    | DEF   | Felipe Baloy             |     |
| 20    | DEF   | Paulo Serafín            |     |
| 11    | DEF   | Julio César Pinheiro     | 65' |
| 8     | MED   | Luis Pérez               |     |
| 17    | MED   | Ricardo Martínez Trimmer |     |
| 28    | MED   | Jesús Arellano           | 38' |
| 10    | DEL   | Guillermo Franco         | 74' |
| 19    | DEL   | Carlos Casartelli        | 56' |
| D. T. | D. T. | Miguel Herrera           |     |

| 23 | Delantero | José Manuel Abundis | 38' |
| 7  | Delantero | Rodrigo Díaz        | 65' |

| 49 | Defensa   | Severo Meza     | 36' |
| 24 | Delantero | Oribe Peralta   | 56' |
| 26 | Defensa   | Clemente Ovalle | 65' |

| 32' · 45' · 87' | Vicente Sánchez José Manuel Abundis Rodrigo Díaz | 1:2 2:2 3:3 |

| 3' · 8' · 61' | Luis Pérez Carlos Casartelli Paulo Da Silva | 0:1 0:2 2:3 |

| 16' · 75' · 76' · 88' | Israel López Paulo Da Silva José Manuel Abundis Hernan Cristante |

| 42' · 75' · 76' | Paulo Serafín Luis Pérez Felipe Baloy |

| Principal  | Gilberto Alcalá Pineda     |
| Asistentes | Héctor Manuel Delgadillo   |
|            | Alfonso Delgado Horcasitas |
| Cuarto     | Mauricio Morales Ovalle    |

|                   |    |    |
| Tiros             | 13 | 4  |
| Tiros a puerta    | 6  | 2  |
| Faltas            | 20 | 14 |
| Saques de esquina | 8  | 3  |
| Penaltis          | 1  | 1  |
| Fueras de juego   | 2  | 1  |

|  |

| 1     | POR   | Hernan Cristante   |     |
| 2     | DEF   | Mario Mendez       | 65' |
| 14    | DEF   | Edgar Dueñas       |     |
| 3     | DEF   | Paulo Da Silva     |     |
| 51    | DEF   | Francisco Gamboa   |     |
| 6     | DEF   | Manuel de la Torre |     |
| 5     | MED   | Israel López       |     |
| 4     | MED   | Ariel Rosada       | 38' |
| 10    | MED   | Antonio Naelson    |     |
| 11    | DEL   | Vicente Sánchez    |     |
| 29    | DEL   | Carlos Esquivel    |     |
| D. T. | D. T. | Américo Gallego    |     |

| 16    | POR   | Christian Martínez       |     |
| 5     | DEF   | José Joel González       |     |
| 21    | DEF   | Diego Ordaz              |     |
| 23    | DEF   | Felipe Baloy             |     |
| 20    | DEF   | Paulo Serafín            |     |
| 11    | DEF   | Julio César Pinheiro     | 65' |
| 8     | MED   | Luis Pérez               |     |
| 17    | MED   | Ricardo Martínez Trimmer |     |
| 28    | MED   | Jesús Arellano           | 38' |
| 10    | DEL   | Guillermo Franco         | 74' |
| 19    | DEL   | Carlos Casartelli        | 56' |
| D. T. | D. T. | Miguel Herrera           |     |

| 23 | Delantero | José Manuel Abundis | 38' |
| 7  | Delantero | Rodrigo Díaz        | 65' |

| 49 | Defensa   | Severo Meza     | 36' |
| 24 | Delantero | Oribe Peralta   | 56' |
| 26 | Defensa   | Clemente Ovalle | 65' |

| 32' · 45' · 87' | Vicente Sánchez José Manuel Abundis Rodrigo Díaz | 1:2 2:2 3:3 |

| 3' · 8' · 61' | Luis Pérez Carlos Casartelli Paulo Da Silva | 0:1 0:2 2:3 |

| 16' · 75' · 76' · 88' | Israel López Paulo Da Silva José Manuel Abundis Hernan Cristante |

| 42' · 75' · 76' | Paulo Serafín Luis Pérez Felipe Baloy |

| Principal  | Gilberto Alcalá Pineda     |
| Asistentes | Héctor Manuel Delgadillo   |
|            | Alfonso Delgado Horcasitas |
| Cuarto     | Mauricio Morales Ovalle    |

|                   |    |    |
| Tiros             | 13 | 4  |
| Tiros a puerta    | 6  | 2  |
| Faltas            | 20 | 14 |
| Saques de esquina | 8  | 3  |
| Penaltis          | 1  | 1  |
| Fueras de juego   | 2  | 1  |

|  |

| 1     | POR   | Hernan Cristante   |     |
| 2     | DEF   | Mario Mendez       | 65' |
| 14    | DEF   | Edgar Dueñas       |     |
| 3     | DEF   | Paulo Da Silva     |     |
| 51    | DEF   | Francisco Gamboa   |     |
| 6     | DEF   | Manuel de la Torre |     |
| 5     | MED   | Israel López       |     |
| 4     | MED   | Ariel Rosada       | 38' |
| 10    | MED   | Antonio Naelson    |     |
| 11    | DEL   | Vicente Sánchez    |     |
| 29    | DEL   | Carlos Esquivel    |     |
| D. T. | D. T. | Américo Gallego    |     |

| 16    | POR   | Christian Martínez       |     |
| 5     | DEF   | José Joel González       |     |
| 21    | DEF   | Diego Ordaz              |     |
| 23    | DEF   | Felipe Baloy             |     |
| 20    | DEF   | Paulo Serafín            |     |
| 11    | DEF   | Julio César Pinheiro     | 65' |
| 8     | MED   | Luis Pérez               |     |
| 17    | MED   | Ricardo Martínez Trimmer |     |
| 28    | MED   | Jesús Arellano           | 38' |
| 10    | DEL   | Guillermo Franco         | 74' |
| 19    | DEL   | Carlos Casartelli        | 56' |
| D. T. | D. T. | Miguel Herrera           |     |

| 23 | Delantero | José Manuel Abundis | 38' |
| 7  | Delantero | Rodrigo Díaz        | 65' |

| 49 | Defensa   | Severo Meza     | 36' |
| 24 | Delantero | Oribe Peralta   | 56' |
| 26 | Defensa   | Clemente Ovalle | 65' |

| 32' · 45' · 87' | Vicente Sánchez José Manuel Abundis Rodrigo Díaz | 1:2 2:2 3:3 |

| 3' · 8' · 61' | Luis Pérez Carlos Casartelli Paulo Da Silva | 0:1 0:2 2:3 |

| 16' · 75' · 76' · 88' | Israel López Paulo Da Silva José Manuel Abundis Hernan Cristante |

| 42' · 75' · 76' | Paulo Serafín Luis Pérez Felipe Baloy |

| Principal  | Gilberto Alcalá Pineda     |
| Asistentes | Héctor Manuel Delgadillo   |
|            | Alfonso Delgado Horcasitas |
| Cuarto     | Mauricio Morales Ovalle    |

|                   |    |    |
| Tiros             | 13 | 4  |
| Tiros a puerta    | 6  | 2  |
| Faltas            | 20 | 14 |
| Saques de esquina | 8  | 3  |
| Penaltis          | 1  | 1  |
| Fueras de juego   | 2  | 1  |

|  |

#### Final Vuelta
| 16    | POR   | Christian Martínez   |     |
| 20    | DEF   | Paulo Serafín        |     |
| 23    | DEF   | Felipe Baloy         |     |
| 21    | DEF   | Diego Ordaz          | 56' |
| 49    | MED   | Severo Meza          |     |
| 11    | MED   | Julio César Pinheiro | 65' |
| 5     | MED   | José Joel González   |     |
| 8     | MED   | Luis Pérez           |     |
| 18    | MED   | Walter Erviti        |     |
| 28    | DEL   | Jesús Arellano       |     |
| 10    | DEL   | Guillermo Franco     |     |
| D. T. | D. T. | Miguel Herrera       |     |

| 1     | POR   | Hernán Cristante     |     |
| 51    | DEF   | Francisco Gamboa     |     |
| 24    | DEF   | José Manuel Cruzalta |     |
| 4     | DEF   | Paulo Da Silva       |     |
| 14    | DEF   | Edgar Dueñas         |     |
| 6     | DEF   | Manuel de la Torre   |     |
| 4     | MED   | Ariel Rosada         | 58' |
| 5     | MED   | Israel López         |     |
| 10    | MED   | Antonio Naelson      | 77' |
| 29    | MED   | Carlos Esquivel      | 46' |
| 11    | DEL   | Vicente Sánchez      |     |
| D. T. | D. T. | Américo Gallego      |     |

| 14 | Defensa   | Joel Morales      | 84' |
| 24 | Delantero | Oribe Peralta     | 65' |
| 19 | Delantero | Carlos Casartelli | 84' |

| 23 | Delantero | José Manuel Abundis | 46' |
| 15 | Delantero | Josué Castillejos   | 58' |
| 7  | Delantero | Rodrigo Díaz        | 77' |

| 50' · 91' · 93' | Vicente Sánchez Rodrigo Díaz | 0:1 0:2 0:3 |

| 18' · 23' · 67' · 81' | Walter Erviti Luis Pérez Guillermo Franco Luis Pérez |

| 28' · 45' · 50' · 75' · 93' | Ariel Rosada Francisco Gamboa Vicente Sánchez Antonio Naelson Rodrigo Díaz |

| 14' · 48' · 81' | Paulo Serafín José Joel González Luis Pérez |

| Principal  | Marco Antonio Rodríguez   |
| Asistentes | José Luis Camargo Callado |
|            | Francisco Pérez Muñoz     |
| Cuarto     | Jorge Gasso Flores        |

|                    |    |    |
| Tiros              | 7  | 11 |
| Tiros a puerta     | 4  | 5  |
| Faltas             | 11 | 19 |
| Saques de esquina  | 4  | 3  |
| Penaltis           | 0  | 0  |
| Fueras de juego    | 1  | 5  |
| Posesión del balón | %  | %  |

| Alineación inicial |

| 16    | POR   | Christian Martínez   |     |
| 20    | DEF   | Paulo Serafín        |     |
| 23    | DEF   | Felipe Baloy         |     |
| 21    | DEF   | Diego Ordaz          | 56' |
| 49    | MED   | Severo Meza          |     |
| 11    | MED   | Julio César Pinheiro | 65' |
| 5     | MED   | José Joel González   |     |
| 8     | MED   | Luis Pérez           |     |
| 18    | MED   | Walter Erviti        |     |
| 28    | DEL   | Jesús Arellano       |     |
| 10    | DEL   | Guillermo Franco     |     |
| D. T. | D. T. | Miguel Herrera       |     |

| 1     | POR   | Hernán Cristante     |     |
| 51    | DEF   | Francisco Gamboa     |     |
| 24    | DEF   | José Manuel Cruzalta |     |
| 4     | DEF   | Paulo Da Silva       |     |
| 14    | DEF   | Edgar Dueñas         |     |
| 6     | DEF   | Manuel de la Torre   |     |
| 4     | MED   | Ariel Rosada         | 58' |
| 5     | MED   | Israel López         |     |
| 10    | MED   | Antonio Naelson      | 77' |
| 29    | MED   | Carlos Esquivel      | 46' |
| 11    | DEL   | Vicente Sánchez      |     |
| D. T. | D. T. | Américo Gallego      |     |

| 14 | Defensa   | Joel Morales      | 84' |
| 24 | Delantero | Oribe Peralta     | 65' |
| 19 | Delantero | Carlos Casartelli | 84' |

| 23 | Delantero | José Manuel Abundis | 46' |
| 15 | Delantero | Josué Castillejos   | 58' |
| 7  | Delantero | Rodrigo Díaz        | 77' |

| 50' · 91' · 93' | Vicente Sánchez Rodrigo Díaz | 0:1 0:2 0:3 |

| 18' · 23' · 67' · 81' | Walter Erviti Luis Pérez Guillermo Franco Luis Pérez |

| 28' · 45' · 50' · 75' · 93' | Ariel Rosada Francisco Gamboa Vicente Sánchez Antonio Naelson Rodrigo Díaz |

| 14' · 48' · 81' | Paulo Serafín José Joel González Luis Pérez |

| Principal  | Marco Antonio Rodríguez   |
| Asistentes | José Luis Camargo Callado |
|            | Francisco Pérez Muñoz     |
| Cuarto     | Jorge Gasso Flores        |

|                    |    |    |
| Tiros              | 7  | 11 |
| Tiros a puerta     | 4  | 5  |
| Faltas             | 11 | 19 |
| Saques de esquina  | 4  | 3  |
| Penaltis           | 0  | 0  |
| Fueras de juego    | 1  | 5  |
| Posesión del balón | %  | %  |

| Alineación inicial |

| 16    | POR   | Christian Martínez   |     |
| 20    | DEF   | Paulo Serafín        |     |
| 23    | DEF   | Felipe Baloy         |     |
| 21    | DEF   | Diego Ordaz          | 56' |
| 49    | MED   | Severo Meza          |     |
| 11    | MED   | Julio César Pinheiro | 65' |
| 5     | MED   | José Joel González   |     |
| 8     | MED   | Luis Pérez           |     |
| 18    | MED   | Walter Erviti        |     |
| 28    | DEL   | Jesús Arellano       |     |
| 10    | DEL   | Guillermo Franco     |     |
| D. T. | D. T. | Miguel Herrera       |     |

| 1     | POR   | Hernán Cristante     |     |
| 51    | DEF   | Francisco Gamboa     |     |
| 24    | DEF   | José Manuel Cruzalta |     |
| 4     | DEF   | Paulo Da Silva       |     |
| 14    | DEF   | Edgar Dueñas         |     |
| 6     | DEF   | Manuel de la Torre   |     |
| 4     | MED   | Ariel Rosada         | 58' |
| 5     | MED   | Israel López         |     |
| 10    | MED   | Antonio Naelson      | 77' |
| 29    | MED   | Carlos Esquivel      | 46' |
| 11    | DEL   | Vicente Sánchez      |     |
| D. T. | D. T. | Américo Gallego      |     |

| 14 | Defensa   | Joel Morales      | 84' |
| 24 | Delantero | Oribe Peralta     | 65' |
| 19 | Delantero | Carlos Casartelli | 84' |

| 23 | Delantero | José Manuel Abundis | 46' |
| 15 | Delantero | Josué Castillejos   | 58' |
| 7  | Delantero | Rodrigo Díaz        | 77' |

| 50' · 91' · 93' | Vicente Sánchez Rodrigo Díaz | 0:1 0:2 0:3 |

| 18' · 23' · 67' · 81' | Walter Erviti Luis Pérez Guillermo Franco Luis Pérez |

| 28' · 45' · 50' · 75' · 93' | Ariel Rosada Francisco Gamboa Vicente Sánchez Antonio Naelson Rodrigo Díaz |

| 14' · 48' · 81' | Paulo Serafín José Joel González Luis Pérez |

| Principal  | Marco Antonio Rodríguez   |
| Asistentes | José Luis Camargo Callado |
|            | Francisco Pérez Muñoz     |
| Cuarto     | Jorge Gasso Flores        |

|                    |    |    |
| Tiros              | 7  | 11 |
| Tiros a puerta     | 4  | 5  |
| Faltas             | 11 | 19 |
| Saques de esquina  | 4  | 3  |
| Penaltis           | 0  | 0  |
| Fueras de juego    | 1  | 5  |
| Posesión del balón | %  | %  |

| Alineación inicial |

| 16    | POR   | Christian Martínez   |     |
| 20    | DEF   | Paulo Serafín        |     |
| 23    | DEF   | Felipe Baloy         |     |
| 21    | DEF   | Diego Ordaz          | 56' |
| 49    | MED   | Severo Meza          |     |
| 11    | MED   | Julio César Pinheiro | 65' |
| 5     | MED   | José Joel González   |     |
| 8     | MED   | Luis Pérez           |     |
| 18    | MED   | Walter Erviti        |     |
| 28    | DEL   | Jesús Arellano       |     |
| 10    | DEL   | Guillermo Franco     |     |
| D. T. | D. T. | Miguel Herrera       |     |

| 1     | POR   | Hernán Cristante     |     |
| 51    | DEF   | Francisco Gamboa     |     |
| 24    | DEF   | José Manuel Cruzalta |     |
| 4     | DEF   | Paulo Da Silva       |     |
| 14    | DEF   | Edgar Dueñas         |     |
| 6     | DEF   | Manuel de la Torre   |     |
| 4     | MED   | Ariel Rosada         | 58' |
| 5     | MED   | Israel López         |     |
| 10    | MED   | Antonio Naelson      | 77' |
| 29    | MED   | Carlos Esquivel      | 46' |
| 11    | DEL   | Vicente Sánchez      |     |
| D. T. | D. T. | Américo Gallego      |     |

| 14 | Defensa   | Joel Morales      | 84' |
| 24 | Delantero | Oribe Peralta     | 65' |
| 19 | Delantero | Carlos Casartelli | 84' |

| 23 | Delantero | José Manuel Abundis | 46' |
| 15 | Delantero | Josué Castillejos   | 58' |
| 7  | Delantero | Rodrigo Díaz        | 77' |

| 50' · 91' · 93' | Vicente Sánchez Rodrigo Díaz | 0:1 0:2 0:3 |

| 18' · 23' · 67' · 81' | Walter Erviti Luis Pérez Guillermo Franco Luis Pérez |

| 28' · 45' · 50' · 75' · 93' | Ariel Rosada Francisco Gamboa Vicente Sánchez Antonio Naelson Rodrigo Díaz |

| 14' · 48' · 81' | Paulo Serafín José Joel González Luis Pérez |

| Principal  | Marco Antonio Rodríguez   |
| Asistentes | José Luis Camargo Callado |
|            | Francisco Pérez Muñoz     |
| Cuarto     | Jorge Gasso Flores        |

|                    |    |    |
| Tiros              | 7  | 11 |
| Tiros a puerta     | 4  | 5  |
| Faltas             | 11 | 19 |
| Saques de esquina  | 4  | 3  |
| Penaltis           | 0  | 0  |
| Fueras de juego    | 1  | 5  |
| Posesión del balón | %  | %  |

| Alineación inicial |

|                           |
| Toluca Campeón 8° título. |

- Datos: Q3534482